# دوري جزر كوك لكرة القدم 1994
دوري جزر كوك لكرة القدم 1994 (بالإنجليزية: 1994 Cook Islands Round Cup)‏ هو موسم من دوري جزر كوك لكرة القدم. فاز فيه Avatiu F.C. ‏.